# Cristoforo Canal
Cristoforo Canal ou Cristoforo da Canal, né à Venise le 12 septembre 1510 et mort dans l'île de Corfou le 18 juin 1562, est un amiral vénitien. Il a réformé l'organisation de la marine de guerre vénitienne.

## Biographie
Cristoforo Canal naît dans une famille modeste économiquement, mais appartenant au patriciat de la république de Venise. Il s'engage dans la marine. Il devient sopracomito (it), c'est-à-dire commandant d'une galère, grade qui était habituellement réservé aux membres de l'aristocratie. Il s'illustre à la bataille de Préveza (27 septembre 1538), qui assura la suprématie maritime des Ottomans jusqu'à la bataille de Lépante (1571).
Il propose au Sénat de Venise de prendre les rameurs parmi les condamnés plutôt que parmi les hommes libres, pour faire face à la pénurie du recrutement. Plusieurs fois refusée, cette réforme est finalement adoptée en 1545.
En 1555, il est nommé provveditore all'Armar, charge importante de gestion de la flotte en temps de paix.
Blessé lors d'un combat naval en 1562, il meurt à Corfou, où il est enterré dans la cathédrale.

## Ouvrage
Cristoforo Canal est l'auteur d'un traité en quatre livres sur la marine militaire, Della Milizia marittima libri quattro. Il prend la forme d'un dialogue entre quatre personnalités vénitiennes de ce temps.